# أرماندو وولي
أرماندو وولي (بالإنجليزية: Armando Walle)‏ من مواليد 7 مارس 1978) سياسي أمريكي، وسيناتور بالكونغرس وهو ممثل منتخب عن ولاية تكساس في مجلس النواب بفوزه على عاتق كيفن بيلي عن الحزب الديمقراطي في مارس 2008.
حصل على بكالوريوس العلوم في العلوم السياسية مع قاصر في علم الاجتماع من جامعة هيوستن في مايو 2004. خلال السنوات الجماعية، أرماندو له نشاط في العديد من المنظمات في خدمة المجتمع في الوقت الذي يعمل في مركز برنامج الدراسات المكسيكية الأمريكية.
كما كان نشطا في المنظمات المختلفة التي تلبي احتياجات الطلبة المعرضين للخطر. وقد عمل في كل من الموظفين وشيلا جاكسون لي، والجينات الخضراء. وهو خريج المدرسة العليا ماكارثر كبار في هيوستون، تكساس.